# Isabel da Baviera (1863–1924)
Isabel da Baviera (Maria Isabel Luísa Amália Elvira Branca Leonor; Munique, 31 de agosto de 1863 — Roma, 26 de fevereiro de 1924) foi uma princesa bávara da Casa de Wittelsbach por nascimento e, por casamento Duquesa de Gênova. Era filha do príncipe Adalberto Guilherme da Baviera e sua esposa, a infanta Amália Filipina de Espanha.

## Casamento e filhos
No dia 14 de abril de 1883 no Palácio Nymphenburg, Isabel casou com o príncipe Tomás de Saboia, Duque de Gênova, filho de Fernando de Saboia, Duque de Gênova e Maria Isabel da Saxônia e, neto do rei Carlos Alberto da Sardenha. O casal teve seis filhos:
- Fernando, duque de Gênova (1884-1963); Casou-se em 1938 com Maria Luisa Alliaga Gandolfi (1899-1986), sem descendência.
- Felisberto, Duque de Gênova (1895-1990); casou-se em 1928 com Lídia de Arenberg (1905-1977), sem descendência.
- Bona Margarida (1896-1971); casada com o príncipe Conrado da Baviera (1883-1969), com descendência.
- Adalberto, duque de Bergamo (1898-1982)
- Maria Adelaide (1904-1979); casada em 1935 com Don Leone Massimo, príncipe de Arsoli (1896-1979)
- Eugênio, Duque de Ancona (1906-1996); casou-se em 1938 com Lúcia de Bourbon-Duas Sicílias (1908-2001)